# Ơ
Ơ, ơ là ký tự thứ 19 trong bảng chữ cái tiếng Việt.
- Trong tiếng Việt, ơ là từ cảm thán thể hiện sự ngạc nhiên giống từ ô, ví dụ: "Ơ! Sao nó vẫn chưa về?"